# Beacon View
Beacon View es un lugar designado por el censo ubicado en el condado de Sarpy en el estado estadounidense de Nebraska. En el Censo de 2020 tenía una población de 55 habitantes y una densidad poblacional de 49,55 habitantes por km². Fue incluido como CDP en el censo de 2020. 

## Geografía
Beacon View se encuentra ubicado en las coordenadas 41°04′09″N 96°19′33″O / 41.06917, -96.32583.Según la Oficina del Censo de los Estados Unidos,  tiene una superficie total de 1,11 km², de la cual 0,70 km² corresponden a tierra firme y 0,41 km² a agua.